# Novačan
Novačan je priimek več znanih Slovencev:
- Anton Novačan (1887—1951), književnik in politik
- Josipina Novačan, prevajalka?
- Marko Novačan (*1969), šahist
- Rastislav Novačan (*1939), odvetnik